# ایل جلالوند
ایل جلالوند یکی از ایلات لک ساکن در جنوب استان کرمانشاه و استان ایلام  است.مردم جلالوند به زبان لکی سخن می‌گویند.

## محل سکونت
عشایر جلالوند در جنوب و شرق استان کرمانشاه سکونت دارند. منطقهٔ زیستی آنان از شمال به عثمانوند، از جنوب به هلیلان، از شرق به زردلان و از سمت مغرب به اسلام‌آباد غرب محدود است که همین همزیستی با سایر مناطق موجب تنوع در گویش مردم جلالوند شده‌است.

## معیشت
طوایف جلالوند دارای مراتع و منطقهٔ مشخص گرمسیری و سردسیری می‌باشند. آن‌ها دیگر کوچ نمی‌کنند. تعداد کمی از آن‌ها در روستاهای خود به کشاورزی اشتغال دارند و بیشترشان در شهر کرمانشاه ساکن شده‌اند.

## پیشینه
سر هنری راولینسون (۱۸۳۶م) جلالوندها را یکی از شاخه‌های اصلی هلیلانی نوشته که جزء محدودۀ کرمانشاه بوده‌اند. 